# Volta à Áustria de 2018
A 70.ª edição da Volta à Áustria (nome oficial em alemão e inglês: Int. Österreich-Rundfahrt-Tour of Austria) celebrou-se entre 7 e 14 de julho de 2018 com início na cidade de Feldkirch e final na cidade de Wels na Áustria. O percurso consistiu de um total de 8 etapas sobre uma distância total de 1 163,7 km.
A carreira fez parte do circuito UCI Europe Tour de 2018 como concorrência de categoria 2.1 e foi vencida pelo ciclista belga Ben Hermans da equipa Israel Cycling Academy. O pódio completaram-no o ciclista austriaco Hermann Pernsteiner da equipa Bahrain-Merida e o ciclista italiano Dario Cataldo da equipa Astana.

## Equipas participantes
Tomaram parte na carreira 20 equipas, dos quais 4 foram de categoria UCI World Team, 9 de categoria Profissional Continental e 7 de categoria Continental, quem conformaram um pelotão de 138 ciclistas dos que terminaram 115. As equipas participantes foram:
| Equipes WorldTeam (4)- Astana - Bahrain-Merida - Dimension Data - EF Education First-Drapac p/b Cannondale Equipes profissionais Continentais (9)- Aqua Blue Sport - Bardiani CSF - CCC Sprandi Polkowice - Delko-Marseille Provence-KTM - Gazprom-RusVelo - Israel Cycling Academy - Roompot-Nederlandse Loterij - Vérandas Willems-Crelan - Wanty-Groupe Gobert Equipes Continentais (7)- Adria Mobil - Felbermayr Simplon Wels - Hrinkow Advarics Cycleang - My Bike-Stevens - Tirol Cycling Team - Vorarlberg-Santic - WSA-Pushbikers |
| |

## Percorrido
| Etapa | Data    | Percurso                               | type            | Distância (km) | Vencedor          | Líder geral       |
| ----- | ------- | -------------------------------------- | --------------- | -------------- | ----------------- | ----------------- |
| 1     | 7 jul.  | Feldkirch – Feldkirch                  | etapa escarpada | 152,8          | Matej Mohorič     | Matej Mohorič     |
| 2     | 8 jul.  | Feldkirch – Fulpmes                    | média montanha  | 181,5          | Giovanni Visconti | Giovanni Visconti |
| 3     | 9 jul.  | Kufstein – Kitzbüheler Horn            | alta montanha   | 133,6          | Ben Hermans       | Ben Hermans       |
| 4     | 10 jul. | Kitzbühel – Prägraten am Großvenediger | média montanha  | 143            | Giovanni Visconti | Ben Hermans       |
| 5     | 11 jul. | Matrei in Osttirol – Grossglockner     | alta montanha   | 92,9           | Pieter Weening    | Ben Hermans       |
| 6     | 12 jul. | Knittelfeld – Wenigzell                | média montanha  | 167,4          | Alexey Lutsenko   | Ben Hermans       |
| 7     | 13 jul. | Waidhofen an der Ybbs – Sonntagberg    | média montanha  | 129,3          | Antonio Nibali    | Ben Hermans       |
| 8     | 14 jul. | Scheibbs – Wels                        | etapa escarpada | 163,2          | Giovanni Visconti | Ben Hermans       |

## Desenvolvimento da carreira

### 1.ª etapa
Feldkirch – Feldkirch (152,8 km)
| \| Classificação por etapas \| Classificação por etapas \| Classificação por etapas \| Classificação por etapas \| Classificação por etapas \| \| Ciclista \| Ciclista \| Equipe \| Tempo \| \| \| ------------------------ \| ------------------------ \| --------------------------- \| ------------------------ \| ------------------------ \| \| 1. \| Matej Mohorič \| Bahrain-Merida \| 3h26m02s \| \| \| 2. \| Giovanni Visconti \| Bahrain-Merida \| + 0s \| \| \| 3. \| Huub Duyn \| Verandas Willems-Crelan \| + 0s \| \| \| 4. \| Floris Gerts \| Roompot-Nederlandse Loterij \| + 0s \| \| \| 5. \| Odd Christian Eiking \| Wanty-Groupe Gobert \| + 0s \| \| \| 6. \| Mark Padun \| Bahrain-Merida \| + 0s \| \| \| 7. \| Frederik Backaert \| Wanty-Groupe Gobert \| + 0s \| \| \| 8. \| Mark Christian \| Aqua Blue Sport \| + 0s \| \| \| 9. \| Roland Thalmann \| Team Vorarlberg-Santic \| + 0s \| \| \| 10. \| Georg Zimmermann \| Tirol Cycling Team \| + 0s \| \| |                      |                             |          |
| |                      |                             |          |
| Fonte: ProCyclingStats |                      |                             |          |
| Classificação por etapas |                      |                             |          |
| Ciclista | Ciclista             | Equipe                      | Tempo    |
| 1. | Matej Mohorič        | Bahrain-Merida              | 3h26m02s |
| 2. | Giovanni Visconti    | Bahrain-Merida              | + 0s     |
| 3. | Huub Duyn            | Verandas Willems-Crelan     | + 0s     |
| 4. | Floris Gerts         | Roompot-Nederlandse Loterij | + 0s     |
| 5. | Odd Christian Eiking | Wanty-Groupe Gobert         | + 0s     |
| 6. | Mark Padun           | Bahrain-Merida              | + 0s     |
| 7. | Frederik Backaert    | Wanty-Groupe Gobert         | + 0s     |
| 8. | Mark Christian       | Aqua Blue Sport             | + 0s     |
| 9. | Roland Thalmann      | Team Vorarlberg-Santic      | + 0s     |
| 10. | Georg Zimmermann     | Tirol Cycling Team          | + 0s     |

| \| Classificação geral \| Classificação geral \| Classificação geral \| Classificação geral \| Classificação geral \| \| Ciclista \| Ciclista \| Equipe \| Tempo \| \| \| ------------------- \| -------------------- \| --------------------------- \| ------------------- \| ------------------- \| \| 1. \| Matej Mohorič \| Bahrain-Merida \| 3h25m52s \| \| \| 2. \| Giovanni Visconti \| Bahrain-Merida \| + 4s \| \| \| 3. \| Mark Christian \| Aqua Blue Sport \| + 5s \| \| \| 4. \| Ben Hermans \| Israel Cycling Academy \| + 5s \| \| \| 5. \| Huub Duyn \| Verandas Willems-Crelan \| + 6s \| \| \| 6. \| Floris Gerts \| Roompot-Nederlandse Loterij \| + 10s \| \| \| 7. \| Odd Christian Eiking \| Wanty-Groupe Gobert \| + 10s \| \| \| 8. \| Mark Padun \| Bahrain-Merida \| + 10s \| \| \| 9. \| Frederik Backaert \| Wanty-Groupe Gobert \| + 10s \| \| \| 10. \| Roland Thalmann \| Team Vorarlberg-Santic \| + 10s \| \| |                      |                             |          |
| |                      |                             |          |
| Fonte: ProCyclingStats |                      |                             |          |
| Classificação geral |                      |                             |          |
| Ciclista | Ciclista             | Equipe                      | Tempo    |
| 1. | Matej Mohorič        | Bahrain-Merida              | 3h25m52s |
| 2. | Giovanni Visconti    | Bahrain-Merida              | + 4s     |
| 3. | Mark Christian       | Aqua Blue Sport             | + 5s     |
| 4. | Ben Hermans          | Israel Cycling Academy      | + 5s     |
| 5. | Huub Duyn            | Verandas Willems-Crelan     | + 6s     |
| 6. | Floris Gerts         | Roompot-Nederlandse Loterij | + 10s    |
| 7. | Odd Christian Eiking | Wanty-Groupe Gobert         | + 10s    |
| 8. | Mark Padun           | Bahrain-Merida              | + 10s    |
| 9. | Frederik Backaert    | Wanty-Groupe Gobert         | + 10s    |
| 10. | Roland Thalmann      | Team Vorarlberg-Santic      | + 10s    |

### 2.ª etapa
Feldkirch – Fulpmes (181,5 km)
| \| Classificação por etapas \| Classificação por etapas \| Classificação por etapas \| Classificação por etapas \| Classificação por etapas \| \| Ciclista \| Ciclista \| Equipe \| Tempo \| \| \| ------------------------ \| ------------------------ \| --------------------------- \| ------------------------ \| ------------------------ \| \| 1. \| Giovanni Visconti \| Bahrain-Merida \| 4h30m32s \| \| \| 2. \| Michel Kreder \| Aqua Blue Sport \| + 0s \| \| \| 3. \| Huub Duyn \| Verandas Willems-Crelan \| + 0s \| \| \| 4. \| Odd Christian Eiking \| Wanty-Groupe Gobert \| + 0s \| \| \| 5. \| Alexey Lutsenko \| Astana \| + 3s \| \| \| 6. \| Frederik Backaert \| Wanty-Groupe Gobert \| + 3s \| \| \| 7. \| Žiga Grošelj \| Adria Mobil \| + 3s \| \| \| 8. \| Riccardo Zoidl \| Felbermayr Simplon Wels \| + 3s \| \| \| 9. \| Nick van der Lijke \| Roompot-Nederlandse Loterij \| + 3s \| \| \| 10. \| Pieter Weening \| Roompot-Nederlandse Loterij \| + 3s \| \| |                      |                             |          |
| |                      |                             |          |
| Fonte: ProCyclingStats |                      |                             |          |
| Classificação por etapas |                      |                             |          |
| Ciclista | Ciclista             | Equipe                      | Tempo    |
| 1. | Giovanni Visconti    | Bahrain-Merida              | 4h30m32s |
| 2. | Michel Kreder        | Aqua Blue Sport             | + 0s     |
| 3. | Huub Duyn            | Verandas Willems-Crelan     | + 0s     |
| 4. | Odd Christian Eiking | Wanty-Groupe Gobert         | + 0s     |
| 5. | Alexey Lutsenko      | Astana                      | + 3s     |
| 6. | Frederik Backaert    | Wanty-Groupe Gobert         | + 3s     |
| 7. | Žiga Grošelj         | Adria Mobil                 | + 3s     |
| 8. | Riccardo Zoidl       | Felbermayr Simplon Wels     | + 3s     |
| 9. | Nick van der Lijke   | Roompot-Nederlandse Loterij | + 3s     |
| 10. | Pieter Weening       | Roompot-Nederlandse Loterij | + 3s     |

| \| Classificação geral \| Classificação geral \| Classificação geral \| Classificação geral \| Classificação geral \| \| Ciclista \| Ciclista \| Equipe \| Tempo \| \| \| ------------------- \| -------------------- \| --------------------------- \| ------------------- \| ------------------- \| \| 1. \| Giovanni Visconti \| Bahrain-Merida \| 7h56m18s \| \| \| 2. \| Huub Duyn \| Verandas Willems-Crelan \| + 8s \| \| \| 3. \| Matej Mohorič \| Bahrain-Merida \| + 9s \| \| \| 4. \| Michel Kreder \| Aqua Blue Sport \| + 10s \| \| \| 5. \| Ben Hermans \| Israel Cycling Academy \| + 14s \| \| \| 6. \| Mark Christian \| Aqua Blue Sport \| + 14s \| \| \| 7. \| Odd Christian Eiking \| Wanty-Groupe Gobert \| + 16s \| \| \| 8. \| Frederik Backaert \| Wanty-Groupe Gobert \| + 19s \| \| \| 9. \| Georg Zimmermann \| Tirol Cycling Team \| + 19s \| \| \| 10. \| Floris Gerts \| Roompot-Nederlandse Loterij \| + 19s \| \| |                      |                             |          |
| |                      |                             |          |
| Fonte: ProCyclingStats |                      |                             |          |
| Classificação geral |                      |                             |          |
| Ciclista | Ciclista             | Equipe                      | Tempo    |
| 1. | Giovanni Visconti    | Bahrain-Merida              | 7h56m18s |
| 2. | Huub Duyn            | Verandas Willems-Crelan     | + 8s     |
| 3. | Matej Mohorič        | Bahrain-Merida              | + 9s     |
| 4. | Michel Kreder        | Aqua Blue Sport             | + 10s    |
| 5. | Ben Hermans          | Israel Cycling Academy      | + 14s    |
| 6. | Mark Christian       | Aqua Blue Sport             | + 14s    |
| 7. | Odd Christian Eiking | Wanty-Groupe Gobert         | + 16s    |
| 8. | Frederik Backaert    | Wanty-Groupe Gobert         | + 19s    |
| 9. | Georg Zimmermann     | Tirol Cycling Team          | + 19s    |
| 10. | Floris Gerts         | Roompot-Nederlandse Loterij | + 19s    |

### 3.ª etapa
Kufstein – Kitzbüheler Horn (133,6 km)
| \| Classificação por etapas \| Classificação por etapas \| Classificação por etapas \| Classificação por etapas \| Classificação por etapas \| \| Ciclista \| Ciclista \| Equipe \| Tempo \| \| \| ------------------------ \| ------------------------ \| ---------------------------- \| ------------------------ \| ------------------------ \| \| 1. \| Ben Hermans \| Israel Cycling Academy \| 3h30m11s \| \| \| 2. \| Hermann Pernsteiner \| Bahrain-Merida \| + 9s \| \| \| 3. \| Dario Cataldo \| Astana \| + 15s \| \| \| 4. \| Matteo Badilatti \| Team Vorarlberg-Santic \| + 25s \| \| \| 5. \| Patrick Schelling \| Team Vorarlberg-Santic \| + 25s \| \| \| 6. \| Mark Padun \| Bahrain-Merida \| + 35s \| \| \| 7. \| Mark Christian \| Aqua Blue Sport \| + 37s \| \| \| 8. \| Javier Moreno \| Delko-Marseille Provence-KTM \| + 43s \| \| \| 9. \| Andrey Zeits \| Astana \| + 45s \| \| \| 10. \| Giovanni Carboni \| Bardiani CSF \| + 50s \| \| |                     |                              |          |
| |                     |                              |          |
| Fonte: ProCyclingStats |                     |                              |          |
| Classificação por etapas |                     |                              |          |
| Ciclista | Ciclista            | Equipe                       | Tempo    |
| 1. | Ben Hermans         | Israel Cycling Academy       | 3h30m11s |
| 2. | Hermann Pernsteiner | Bahrain-Merida               | + 9s     |
| 3. | Dario Cataldo       | Astana                       | + 15s    |
| 4. | Matteo Badilatti    | Team Vorarlberg-Santic       | + 25s    |
| 5. | Patrick Schelling   | Team Vorarlberg-Santic       | + 25s    |
| 6. | Mark Padun          | Bahrain-Merida               | + 35s    |
| 7. | Mark Christian      | Aqua Blue Sport              | + 37s    |
| 8. | Javier Moreno       | Delko-Marseille Provence-KTM | + 43s    |
| 9. | Andrey Zeits        | Astana                       | + 45s    |
| 10. | Giovanni Carboni    | Bardiani CSF                 | + 50s    |

| \| Classificação geral \| Classificação geral \| Classificação geral \| Classificação geral \| Classificação geral \| \| Ciclista \| Ciclista \| Equipe \| Tempo \| \| \| ------------------- \| ------------------- \| ---------------------------- \| ------------------- \| ------------------- \| \| 1. \| Ben Hermans \| Israel Cycling Academy \| 11h26m33s \| \| \| 2. \| Hermann Pernsteiner \| Bahrain-Merida \| + 18s \| \| \| 3. \| Dario Cataldo \| Astana \| + 26s \| \| \| 4. \| Patrick Schelling \| Team Vorarlberg-Santic \| + 40s \| \| \| 5. \| Matteo Badilatti \| Team Vorarlberg-Santic \| + 40s \| \| \| 6. \| Mark Christian \| Aqua Blue Sport \| + 47s \| \| \| 7. \| Mark Padun \| Bahrain-Merida \| + 50s \| \| \| 8. \| Javier Moreno \| Delko-Marseille Provence-KTM \| + 58s \| \| \| 9. \| Andrey Zeits \| Astana \| + 1m00s \| \| \| 10. \| Giovanni Carboni \| Bardiani CSF \| + 1m05s \| \| |                     |                              |           |
| |                     |                              |           |
| Fonte: ProCyclingStats |                     |                              |           |
| Classificação geral |                     |                              |           |
| Ciclista | Ciclista            | Equipe                       | Tempo     |
| 1. | Ben Hermans         | Israel Cycling Academy       | 11h26m33s |
| 2. | Hermann Pernsteiner | Bahrain-Merida               | + 18s     |
| 3. | Dario Cataldo       | Astana                       | + 26s     |
| 4. | Patrick Schelling   | Team Vorarlberg-Santic       | + 40s     |
| 5. | Matteo Badilatti    | Team Vorarlberg-Santic       | + 40s     |
| 6. | Mark Christian      | Aqua Blue Sport              | + 47s     |
| 7. | Mark Padun          | Bahrain-Merida               | + 50s     |
| 8. | Javier Moreno       | Delko-Marseille Provence-KTM | + 58s     |
| 9. | Andrey Zeits        | Astana                       | + 1m00s   |
| 10. | Giovanni Carboni    | Bardiani CSF                 | + 1m05s   |

### 4.ª etapa
Kitzbühel – Prägraten am Großvenediger (143 km)
| \| Classificação por etapas \| Classificação por etapas \| Classificação por etapas \| Classificação por etapas \| Classificação por etapas \| \| Ciclista \| Ciclista \| Equipe \| Tempo \| \| \| ------------------------ \| ------------------------ \| --------------------------- \| ------------------------ \| ------------------------ \| \| 1. \| Giovanni Visconti \| Bahrain-Merida \| 3h14m28s \| \| \| 2. \| Wout van Aert \| Verandas Willems-Crelan \| + 0s \| \| \| 3. \| Michael Bresciani \| Bardiani CSF \| + 0s \| \| \| 4. \| Mark Padun \| Bahrain-Merida \| + 0s \| \| \| 5. \| Nick van der Lijke \| Roompot-Nederlandse Loterij \| + 0s \| \| \| 6. \| Dario Cataldo \| Astana \| + 0s \| \| \| 7. \| Alexey Lutsenko \| Astana \| + 0s \| \| \| 8. \| Michel Kreder \| Aqua Blue Sport \| + 0s \| \| \| 9. \| Floris Gerts \| Roompot-Nederlandse Loterij \| + 0s \| \| \| 10. \| Daniel Geismayr \| Team Vorarlberg-Santic \| + 0s \| \| |                    |                             |          |
| |                    |                             |          |
| Fonte: ProCyclingStats |                    |                             |          |
| Classificação por etapas |                    |                             |          |
| Ciclista | Ciclista           | Equipe                      | Tempo    |
| 1. | Giovanni Visconti  | Bahrain-Merida              | 3h14m28s |
| 2. | Wout van Aert      | Verandas Willems-Crelan     | + 0s     |
| 3. | Michael Bresciani  | Bardiani CSF                | + 0s     |
| 4. | Mark Padun         | Bahrain-Merida              | + 0s     |
| 5. | Nick van der Lijke | Roompot-Nederlandse Loterij | + 0s     |
| 6. | Dario Cataldo      | Astana                      | + 0s     |
| 7. | Alexey Lutsenko    | Astana                      | + 0s     |
| 8. | Michel Kreder      | Aqua Blue Sport             | + 0s     |
| 9. | Floris Gerts       | Roompot-Nederlandse Loterij | + 0s     |
| 10. | Daniel Geismayr    | Team Vorarlberg-Santic      | + 0s     |

| \| Classificação geral \| Classificação geral \| Classificação geral \| Classificação geral \| Classificação geral \| \| Ciclista \| Ciclista \| Equipe \| Tempo \| \| \| ------------------- \| ------------------- \| ---------------------------- \| ------------------- \| ------------------- \| \| 1. \| Ben Hermans \| Israel Cycling Academy \| 14h41m01s \| \| \| 2. \| Hermann Pernsteiner \| Bahrain-Merida \| + 18s \| \| \| 3. \| Dario Cataldo \| Astana \| + 26s \| \| \| 4. \| Patrick Schelling \| Team Vorarlberg-Santic \| + 40s \| \| \| 5. \| Matteo Badilatti \| Team Vorarlberg-Santic \| + 40s \| \| \| 6. \| Mark Christian \| Aqua Blue Sport \| + 47s \| \| \| 7. \| Mark Padun \| Bahrain-Merida \| + 50s \| \| \| 8. \| Javier Moreno \| Delko-Marseille Provence-KTM \| + 58s \| \| \| 9. \| Andrey Zeits \| Astana \| + 1m00s \| \| \| 10. \| Giovanni Carboni \| Bardiani CSF \| + 1m05s \| \| |                     |                              |           |
| |                     |                              |           |
| Fonte: ProCyclingStats |                     |                              |           |
| Classificação geral |                     |                              |           |
| Ciclista | Ciclista            | Equipe                       | Tempo     |
| 1. | Ben Hermans         | Israel Cycling Academy       | 14h41m01s |
| 2. | Hermann Pernsteiner | Bahrain-Merida               | + 18s     |
| 3. | Dario Cataldo       | Astana                       | + 26s     |
| 4. | Patrick Schelling   | Team Vorarlberg-Santic       | + 40s     |
| 5. | Matteo Badilatti    | Team Vorarlberg-Santic       | + 40s     |
| 6. | Mark Christian      | Aqua Blue Sport              | + 47s     |
| 7. | Mark Padun          | Bahrain-Merida               | + 50s     |
| 8. | Javier Moreno       | Delko-Marseille Provence-KTM | + 58s     |
| 9. | Andrey Zeits        | Astana                       | + 1m00s   |
| 10. | Giovanni Carboni    | Bardiani CSF                 | + 1m05s   |

### 5.ª etapa
Matrei in Osttirol – Grossglockner (92,9 km)
| \| Classificação por etapas \| Classificação por etapas \| Classificação por etapas \| Classificação por etapas \| Classificação por etapas \| \| Ciclista \| Ciclista \| Equipe \| Tempo \| \| \| ------------------------ \| ------------------------ \| ---------------------------- \| ------------------------ \| ------------------------ \| \| 1. \| Pieter Weening \| Roompot-Nederlandse Loterij \| 3h14m28s \| \| \| 2. \| Aleksandr Foliforov \| Gazprom-RusVelo \| + 0s \| \| \| 3. \| Simone Sterbini \| Bardiani CSF \| + 0s \| \| \| 4. \| Antonio Nibali \| Bahrain-Merida \| + 0s \| \| \| 5. \| Javier Moreno \| Delko-Marseille Provence-KTM \| + 0s \| \| \| 6. \| Riccardo Zoidl \| Felbermayr Simplon Wels \| + 0s \| \| \| 7. \| Ben Hermans \| Israel Cycling Academy \| + 0s \| \| \| 8. \| Hermann Pernsteiner \| Bahrain-Merida \| + 0s \| \| \| 9. \| Mark Padun \| Bahrain-Merida \| + 0s \| \| \| 10. \| Patrick Schelling \| Team Vorarlberg-Santic \| + 0s \| \| |                     |                              |          |
| |                     |                              |          |
| Fonte: ProCyclingStats |                     |                              |          |
| Classificação por etapas |                     |                              |          |
| Ciclista | Ciclista            | Equipe                       | Tempo    |
| 1. | Pieter Weening      | Roompot-Nederlandse Loterij  | 3h14m28s |
| 2. | Aleksandr Foliforov | Gazprom-RusVelo              | + 0s     |
| 3. | Simone Sterbini     | Bardiani CSF                 | + 0s     |
| 4. | Antonio Nibali      | Bahrain-Merida               | + 0s     |
| 5. | Javier Moreno       | Delko-Marseille Provence-KTM | + 0s     |
| 6. | Riccardo Zoidl      | Felbermayr Simplon Wels      | + 0s     |
| 7. | Ben Hermans         | Israel Cycling Academy       | + 0s     |
| 8. | Hermann Pernsteiner | Bahrain-Merida               | + 0s     |
| 9. | Mark Padun          | Bahrain-Merida               | + 0s     |
| 10. | Patrick Schelling   | Team Vorarlberg-Santic       | + 0s     |

| \| Classificação geral \| Classificação geral \| Classificação geral \| Classificação geral \| Classificação geral \| \| Ciclista \| Ciclista \| Equipe \| Tempo \| \| \| ------------------- \| ------------------- \| ---------------------------- \| ------------------- \| ------------------- \| \| 1. \| Ben Hermans \| Israel Cycling Academy \| 17h33m13s \| \| \| 2. \| Hermann Pernsteiner \| Bahrain-Merida \| + 18s \| \| \| 3. \| Dario Cataldo \| Astana \| + 48s \| \| \| 4. \| Patrick Schelling \| Team Vorarlberg-Santic \| + 53s \| \| \| 5. \| Javier Moreno \| Delko-Marseille Provence-KTM \| + 54s \| \| \| 6. \| Mark Padun \| Bahrain-Merida \| + 1m01s \| \| \| 7. \| Riccardo Zoidl \| Felbermayr Simplon Wels \| + 1m14s \| \| \| 8. \| Giovanni Carboni \| Bardiani CSF \| + 1m45s \| \| \| 9. \| Ildar Arslanov \| Gazprom-RusVelo \| + 1m49s \| \| \| 10. \| Matteo Badilatti \| Team Vorarlberg-Santic \| + 2m02s \| \| |                     |                              |           |
| |                     |                              |           |
| Fonte: ProCyclingStats |                     |                              |           |
| Classificação geral |                     |                              |           |
| Ciclista | Ciclista            | Equipe                       | Tempo     |
| 1. | Ben Hermans         | Israel Cycling Academy       | 17h33m13s |
| 2. | Hermann Pernsteiner | Bahrain-Merida               | + 18s     |
| 3. | Dario Cataldo       | Astana                       | + 48s     |
| 4. | Patrick Schelling   | Team Vorarlberg-Santic       | + 53s     |
| 5. | Javier Moreno       | Delko-Marseille Provence-KTM | + 54s     |
| 6. | Mark Padun          | Bahrain-Merida               | + 1m01s   |
| 7. | Riccardo Zoidl      | Felbermayr Simplon Wels      | + 1m14s   |
| 8. | Giovanni Carboni    | Bardiani CSF                 | + 1m45s   |
| 9. | Ildar Arslanov      | Gazprom-RusVelo              | + 1m49s   |
| 10. | Matteo Badilatti    | Team Vorarlberg-Santic       | + 2m02s   |

### 6.ª etapa
Knittelfeld – Wenigzell (167,4 km)
| \| Classificação por etapas \| Classificação por etapas \| Classificação por etapas \| Classificação por etapas \| Classificação por etapas \| \| Ciclista \| Ciclista \| Equipe \| Tempo \| \| \| ------------------------ \| ------------------------ \| ---------------------------- \| ------------------------ \| ------------------------ \| \| 1. \| Alexey Lutsenko \| Astana \| 4h19m25s \| \| \| 2. \| Matej Mohorič \| Bahrain-Merida \| + 7s \| \| \| 3. \| Odd Christian Eiking \| Wanty-Groupe Gobert \| + 50s \| \| \| 4. \| Lachlan Morton \| Dimension Data \| + 54s \| \| \| 5. \| Simone Sterbini \| Bardiani CSF \| + 59s \| \| \| 6. \| Ángel Madrazo \| Delko-Marseille Provence-KTM \| + 1m03s \| \| \| 7. \| Wout van Aert \| Verandas Willems-Crelan \| + 1m38s \| \| \| 8. \| Riccardo Zoidl \| Felbermayr Simplon Wels \| + 2m12s \| \| \| 9. \| Dario Cataldo \| Astana \| + 2m14s \| \| \| 10. \| Paweł Cieślik \| CCC Sprandi Polkowice \| + 2m14s \| \| |                      |                              |          |
| |                      |                              |          |
| Fonte: ProCyclingStats |                      |                              |          |
| Classificação por etapas |                      |                              |          |
| Ciclista | Ciclista             | Equipe                       | Tempo    |
| 1. | Alexey Lutsenko      | Astana                       | 4h19m25s |
| 2. | Matej Mohorič        | Bahrain-Merida               | + 7s     |
| 3. | Odd Christian Eiking | Wanty-Groupe Gobert          | + 50s    |
| 4. | Lachlan Morton       | Dimension Data               | + 54s    |
| 5. | Simone Sterbini      | Bardiani CSF                 | + 59s    |
| 6. | Ángel Madrazo        | Delko-Marseille Provence-KTM | + 1m03s  |
| 7. | Wout van Aert        | Verandas Willems-Crelan      | + 1m38s  |
| 8. | Riccardo Zoidl       | Felbermayr Simplon Wels      | + 2m12s  |
| 9. | Dario Cataldo        | Astana                       | + 2m14s  |
| 10. | Paweł Cieślik        | CCC Sprandi Polkowice        | + 2m14s  |

| \| Classificação geral \| Classificação geral \| Classificação geral \| Classificação geral \| Classificação geral \| \| Ciclista \| Ciclista \| Equipe \| Tempo \| \| \| ------------------- \| ------------------- \| ---------------------------- \| ------------------- \| ------------------- \| \| 1. \| Ben Hermans \| Israel Cycling Academy \| 21h54m52s \| \| \| 2. \| Hermann Pernsteiner \| Bahrain-Merida \| + 18s \| \| \| 3. \| Dario Cataldo \| Astana \| + 48s \| \| \| 4. \| Patrick Schelling \| Team Vorarlberg-Santic \| + 53s \| \| \| 5. \| Javier Moreno \| Delko-Marseille Provence-KTM \| + 54s \| \| \| 6. \| Mark Padun \| Bahrain-Merida \| + 1m01s \| \| \| 7. \| Riccardo Zoidl \| Felbermayr Simplon Wels \| + 1m12s \| \| \| 8. \| Ángel Madrazo \| Delko-Marseille Provence-KTM \| + 1m33s \| \| \| 9. \| Giovanni Carboni \| Bardiani CSF \| + 1m45s \| \| \| 10. \| Ildar Arslanov \| Gazprom-RusVelo \| + 1m49s \| \| |                     |                              |           |
| |                     |                              |           |
| Fonte: ProCyclingStats |                     |                              |           |
| Classificação geral |                     |                              |           |
| Ciclista | Ciclista            | Equipe                       | Tempo     |
| 1. | Ben Hermans         | Israel Cycling Academy       | 21h54m52s |
| 2. | Hermann Pernsteiner | Bahrain-Merida               | + 18s     |
| 3. | Dario Cataldo       | Astana                       | + 48s     |
| 4. | Patrick Schelling   | Team Vorarlberg-Santic       | + 53s     |
| 5. | Javier Moreno       | Delko-Marseille Provence-KTM | + 54s     |
| 6. | Mark Padun          | Bahrain-Merida               | + 1m01s   |
| 7. | Riccardo Zoidl      | Felbermayr Simplon Wels      | + 1m12s   |
| 8. | Ángel Madrazo       | Delko-Marseille Provence-KTM | + 1m33s   |
| 9. | Giovanni Carboni    | Bardiani CSF                 | + 1m45s   |
| 10. | Ildar Arslanov      | Gazprom-RusVelo              | + 1m49s   |

### 7.ª etapa
Waidhofen an der Ybbs – Sonntagberg (129,3 km)
| \| Classificação por etapas \| Classificação por etapas \| Classificação por etapas \| Classificação por etapas \| Classificação por etapas \| \| Ciclista \| Ciclista \| Equipe \| Tempo \| \| \| ------------------------ \| ------------------------ \| ------------------------ \| ------------------------ \| ------------------------ \| \| 1. \| Antonio Nibali \| Bahrain-Merida \| 3h38m57s \| \| \| 2. \| Paweł Cieślik \| CCC Sprandi Polkowice \| + 3s \| \| \| 3. \| Artem Nych \| Gazprom-RusVelo \| + 15s \| \| \| 4. \| Matej Mohorič \| Bahrain-Merida \| + 35s \| \| \| 5. \| Dario Cataldo \| Astana \| + 1m08s \| \| \| 6. \| Ben Hermans \| Israel Cycling Academy \| + 1m12s \| \| \| 7. \| Hermann Pernsteiner \| Bahrain-Merida \| + 1m12s \| \| \| 8. \| Riccardo Zoidl \| Felbermayr Simplon Wels \| + 1m12s \| \| \| 9. \| Louis Meintjes \| Dimension Data \| + 1m12s \| \| \| 10. \| Patrick Schelling \| Team Vorarlberg-Santic \| + 1m20s \| \| |                     |                         |          |
| |                     |                         |          |
| Fonte: ProCyclingStats |                     |                         |          |
| Classificação por etapas |                     |                         |          |
| Ciclista | Ciclista            | Equipe                  | Tempo    |
| 1. | Antonio Nibali      | Bahrain-Merida          | 3h38m57s |
| 2. | Paweł Cieślik       | CCC Sprandi Polkowice   | + 3s     |
| 3. | Artem Nych          | Gazprom-RusVelo         | + 15s    |
| 4. | Matej Mohorič       | Bahrain-Merida          | + 35s    |
| 5. | Dario Cataldo       | Astana                  | + 1m08s  |
| 6. | Ben Hermans         | Israel Cycling Academy  | + 1m12s  |
| 7. | Hermann Pernsteiner | Bahrain-Merida          | + 1m12s  |
| 8. | Riccardo Zoidl      | Felbermayr Simplon Wels | + 1m12s  |
| 9. | Louis Meintjes      | Dimension Data          | + 1m12s  |
| 10. | Patrick Schelling   | Team Vorarlberg-Santic  | + 1m20s  |

| \| Classificação geral \| Classificação geral \| Classificação geral \| Classificação geral \| Classificação geral \| \| Ciclista \| Ciclista \| Equipe \| Tempo \| \| \| ------------------- \| ------------------- \| ---------------------------- \| ------------------- \| ------------------- \| \| 1. \| Ben Hermans \| Israel Cycling Academy \| 25h35m01s \| \| \| 2. \| Hermann Pernsteiner \| Bahrain-Merida \| + 18s \| \| \| 3. \| Dario Cataldo \| Astana \| + 44s \| \| \| 4. \| Patrick Schelling \| Team Vorarlberg-Santic \| + 1m01s \| \| \| 5. \| Riccardo Zoidl \| Felbermayr Simplon Wels \| + 1m12s \| \| \| 6. \| Javier Moreno \| Delko-Marseille Provence-KTM \| + 1m21s \| \| \| 7. \| Ángel Madrazo \| Delko-Marseille Provence-KTM \| + 1m41s \| \| \| 8. \| Giovanni Carboni \| Bardiani CSF \| + 1m58s \| \| \| 9. \| Matteo Badilatti \| Team Vorarlberg-Santic \| + 2m13s \| \| \| 10. \| Artem Nych \| Gazprom-RusVelo \| + 2m18s \| \| |                     |                              |           |
| |                     |                              |           |
| Fonte: ProCyclingStats |                     |                              |           |
| Classificação geral |                     |                              |           |
| Ciclista | Ciclista            | Equipe                       | Tempo     |
| 1. | Ben Hermans         | Israel Cycling Academy       | 25h35m01s |
| 2. | Hermann Pernsteiner | Bahrain-Merida               | + 18s     |
| 3. | Dario Cataldo       | Astana                       | + 44s     |
| 4. | Patrick Schelling   | Team Vorarlberg-Santic       | + 1m01s   |
| 5. | Riccardo Zoidl      | Felbermayr Simplon Wels      | + 1m12s   |
| 6. | Javier Moreno       | Delko-Marseille Provence-KTM | + 1m21s   |
| 7. | Ángel Madrazo       | Delko-Marseille Provence-KTM | + 1m41s   |
| 8. | Giovanni Carboni    | Bardiani CSF                 | + 1m58s   |
| 9. | Matteo Badilatti    | Team Vorarlberg-Santic       | + 2m13s   |
| 10. | Artem Nych          | Gazprom-RusVelo              | + 2m18s   |

### 8.ª etapa
Scheibbs – Wels (163,2 km)
| \| Classificação por etapas \| Classificação por etapas \| Classificação por etapas \| Classificação por etapas \| Classificação por etapas \| \| Ciclista \| Ciclista \| Equipe \| Tempo \| \| \| ------------------------ \| ------------------------ \| ---------------------------- \| ------------------------ \| ------------------------ \| \| 1. \| Giovanni Visconti \| Bahrain-Merida \| 3h36m01s \| \| \| 2. \| Alexey Lutsenko \| Astana \| + 0s \| \| \| 3. \| Nick van der Lijke \| Roompot-Nederlandse Loterij \| + 0s \| \| \| 4. \| Nikolay Mihaylov \| Delko-Marseille Provence-KTM \| + 0s \| \| \| 5. \| Lachlan Morton \| Dimension Data \| + 0s \| \| \| 6. \| Wout van Aert \| Verandas Willems-Crelan \| + 49s \| \| \| 7. \| Marco Maronese \| Bardiani CSF \| + 49s \| \| \| 8. \| Yevgeniy Gidich \| Astana \| + 49s \| \| \| 9. \| Manuel Porzner \| Tirol Cycling Team \| + 49s \| \| \| 10. \| Shane Archbold \| Aqua Blue Sport \| + 49s \| \| |                    |                              |          |
| |                    |                              |          |
| Fonte: ProCyclingStats |                    |                              |          |
| Classificação por etapas |                    |                              |          |
| Ciclista | Ciclista           | Equipe                       | Tempo    |
| 1. | Giovanni Visconti  | Bahrain-Merida               | 3h36m01s |
| 2. | Alexey Lutsenko    | Astana                       | + 0s     |
| 3. | Nick van der Lijke | Roompot-Nederlandse Loterij  | + 0s     |
| 4. | Nikolay Mihaylov   | Delko-Marseille Provence-KTM | + 0s     |
| 5. | Lachlan Morton     | Dimension Data               | + 0s     |
| 6. | Wout van Aert      | Verandas Willems-Crelan      | + 49s    |
| 7. | Marco Maronese     | Bardiani CSF                 | + 49s    |
| 8. | Yevgeniy Gidich    | Astana                       | + 49s    |
| 9. | Manuel Porzner     | Tirol Cycling Team           | + 49s    |
| 10. | Shane Archbold     | Aqua Blue Sport              | + 49s    |

## Classificação final
As classificações finalizaram da seguinte forma:

### Classificação geral
| \| Classificação geral \| Classificação geral \| Classificação geral \| Classificação geral \| Classificação geral \| \| Ciclista \| Ciclista \| Equipe \| Tempo \| \| \| ------------------- \| ------------------- \| ---------------------------- \| ------------------- \| ------------------- \| \| 1. \| Ben Hermans \| Israel Cycling Academy \| 29h11m51s \| \| \| 2. \| Hermann Pernsteiner \| Bahrain-Merida \| + 18s \| \| \| 3. \| Dario Cataldo \| Astana \| + 44s \| \| \| 4. \| Patrick Schelling \| Team Vorarlberg-Santic \| + 1m01s \| \| \| 5. \| Riccardo Zoidl \| Felbermayr Simplon Wels \| + 1m12s \| \| \| 6. \| Javier Moreno \| Delko-Marseille Provence-KTM \| + 1m21s \| \| \| 7. \| Ángel Madrazo \| Delko-Marseille Provence-KTM \| + 1m41s \| \| \| 8. \| Giovanni Carboni \| Bardiani CSF \| + 1m58s \| \| \| 9. \| Matteo Badilatti \| Team Vorarlberg-Santic \| + 2m13s \| \| \| 10. \| Artem Nych \| Gazprom-RusVelo \| + 2m18s \| \| |                     |                              |           |
| |                     |                              |           |
| Fonte: ProCyclingStats |                     |                              |           |
| Classificação geral |                     |                              |           |
| Ciclista | Ciclista            | Equipe                       | Tempo     |
| 1. | Ben Hermans         | Israel Cycling Academy       | 29h11m51s |
| 2. | Hermann Pernsteiner | Bahrain-Merida               | + 18s     |
| 3. | Dario Cataldo       | Astana                       | + 44s     |
| 4. | Patrick Schelling   | Team Vorarlberg-Santic       | + 1m01s   |
| 5. | Riccardo Zoidl      | Felbermayr Simplon Wels      | + 1m12s   |
| 6. | Javier Moreno       | Delko-Marseille Provence-KTM | + 1m21s   |
| 7. | Ángel Madrazo       | Delko-Marseille Provence-KTM | + 1m41s   |
| 8. | Giovanni Carboni    | Bardiani CSF                 | + 1m58s   |
| 9. | Matteo Badilatti    | Team Vorarlberg-Santic       | + 2m13s   |
| 10. | Artem Nych          | Gazprom-RusVelo              | + 2m18s   |

### Classificação por pontos
| Classificação por pontos | Classificação por pontos | Classificação por pontos    | Classificação por pontos | Classificação por pontos |
| Ciclista                 | Ciclista                 | Equipe                      | Pontos                   |                          |
| ------------------------ | ------------------------ | --------------------------- | ------------------------ | ------------------------ |
| 1.                       | Giovanni Visconti        | Bahrain-Merida              | 68 pts                   |                          |
| 2.                       | Matej Mohorič            | Bahrain-Merida              | 65 pts                   |                          |
| 3.                       | Alexey Lutsenko          | Astana                      | 47 pts                   |                          |
| 4.                       | Ben Hermans              | Israel Cycling Academy      | 26 pts                   |                          |
| 5.                       | Dario Cataldo            | Astana                      | 26 pts                   |                          |
| 6.                       | Nick van der Lijke       | Roompot-Nederlandse Loterij | 25 pts                   |                          |
| 7.                       | Odd Christian Eiking     | Wanty-Groupe Gobert         | 25 pts                   |                          |
| 8.                       | Antonio Nibali           | Bahrain-Merida              | 23 pts                   |                          |
| 9.                       | Wout van Aert            | Verandas Willems-Crelan     | 23 pts                   |                          |
| 10.                      | Hermann Pernsteiner      | Bahrain-Merida              | 21 pts                   |                          |

### Classificação da montanha
| Classificação da montanha | Classificação da montanha | Classificação da montanha   | Classificação da montanha | Classificação da montanha |
| Ciclista                  | Ciclista                  | Equipe                      | Pontos                    |                           |
| ------------------------- | ------------------------- | --------------------------- | ------------------------- | ------------------------- |
| 1.                        | Aaron Gate                | Aqua Blue Sport             | 81 pts                    |                           |
| 2.                        | Davide Orrico             | Team Vorarlberg-Santic      | 53 pts                    |                           |
| 3.                        | Alexey Lutsenko           | Astana                      | 40 pts                    |                           |
| 4.                        | Matej Mohorič             | Bahrain-Merida              | 30 pts                    |                           |
| 5.                        | Marcel Neuhauser          | Tirol Cycling Team          | 21 pts                    |                           |
| 6.                        | Antonio Nibali            | Bahrain-Merida              | 18 pts                    |                           |
| 7.                        | Pieter Weening            | Roompot-Nederlandse Loterij | 16 pts                    |                           |
| 8.                        | Matthias Krizek           | Felbermayr Simplon Wels     | 16 pts                    |                           |
| 9.                        | Ben Hermans               | Israel Cycling Academy      | 15 pts                    |                           |
| 10.                       | Giovanni Visconti         | Bahrain-Merida              | 14 pts                    |                           |

### Classificação por equipas
| Classificação por equipes | Classificação por equipes    | Classificação por equipes | Classificação por equipes |
| Equipe                    | Equipe                       | Tempo                     |                           |
| ------------------------- | ---------------------------- | ------------------------- | ------------------------- |
| 1.                        | Bahrain-Merida               | 87h34m14s                 |                           |
| 2.                        | Vorarlberg-Santic            | + 10m47s                  |                           |
| 3.                        | Gazprom-RusVelo              | + 12m05s                  |                           |
| 4.                        | Astana                       | + 17m15s                  |                           |
| 5.                        | Delko-Marseille Provence-KTM | + 29m09s                  |                           |
| 6.                        | CCC Sprandi Polkowice        | + 33m48s                  |                           |
| 7.                        | Dimension Data               | + 35m25s                  |                           |
| 8.                        | Israel Cycling Academy       | + 41m27s                  |                           |
| 9.                        | Wanty-Groupe Gobert          | + 43m14s                  |                           |
| 10.                       | Roompot-Nederlandse Loterij  | + 51m16s                  |                           |

## Evolução das classificações
| Etapa                 | Vencedor              | Classificação geral | Classificação por pontos | Classificação da montanha | Classificação do melhor austriaco | Classificação por equipas |
| --------------------- | --------------------- | ------------------- | ------------------------ | ------------------------- | --------------------------------- | ------------------------- |
| 1.ª                   | Matej Mohorič         | Matej Mohorič       | Matej Mohorič            | Aaron Gate                | Stephan Rabitsch                  | Israel Cycling Academy    |
| 2.ª                   | Giovanni Visconti     | Giovanni Visconti   | Giovanni Visconti        | Aaron Gate                | Stephan Rabitsch                  | Aqua Blue Sport           |
| 3.ª                   | Ben Hermans           | Ben Hermans         | Giovanni Visconti        | Aaron Gate                | Hermann Pernsteiner               | Bahrain Merida            |
| 4.ª                   | Giovanni Visconti     | Ben Hermans         | Giovanni Visconti        | Aaron Gate                | Hermann Pernsteiner               | Bahrain Merida            |
| 5.ª                   | Pieter Weening        | Ben Hermans         | Giovanni Visconti        | Aaron Gate                | Hermann Pernsteiner               | Bahrain Merida            |
| 6.ª                   | Alexey Lutsenko       | Ben Hermans         | Giovanni Visconti        | Aaron Gate                | Hermann Pernsteiner               | Bahrain Merida            |
| 7.ª                   | Antonio Nibali        | Ben Hermans         | Matej Mohorič            | Aaron Gate                | Hermann Pernsteiner               | Bahrain Merida            |
| 8.ª                   | Giovanni Visconti     | Ben Hermans         | Giovanni Visconti        | Aaron Gate                | Hermann Pernsteiner               | Bahrain Merida            |
| Classificações finais | Classificações finais | Ben Hermans         | Giovanni Visconti        | Aaron Gate                | Hermann Pernsteiner               | Bahrain Merida            |

## UCI World Ranking
A Volta à Áustria outorga pontos para o UCI Europe Tour de 2018 e o UCI World Ranking, este último para corredores das equipas nas categorias UCI World Team, Profissional Continental e Equipas Continentais. As seguintes tabelas mostram o barómetro de pontuação e os 10 corredores que obtiveram mais pontos:
| Posição             | 1.º | 2.º | 3.º | 4.º | 5.º | 6.º | 7.º | 8.º | 9.º | 10.º | 11.º | 12.º | 13.º | 14.º | 15.º | 16.º-30.º | 31.º-40.º |
| Classificação geral | 200 | 150 | 125 | 100 | 85  | 70  | 60  | 50  | 40  | 35   | 30   | 25   | 20   | 15   | 10   | 5         | 3         |
| Por etapa           | 20  | 10  | 5   |     |     |     |     |     |     |      |      |      |      |      |      |           |           |
| Líder               | 5   |     |     |     |     |     |     |     |     |      |      |      |      |      |      |           |           |

| Classificação | Classificação       | Classificação                | Classificação | Classificação | Classificação | Classificação |
| Posição       | Ciclista            | Equipa                       | Geral         | Etapa         | Líder         | Total         |
| ------------- | ------------------- | ---------------------------- | ------------- | ------------- | ------------- | ------------- |
| 1.º           | Ben Hermans         | Israel Cycling Academy       | 200           | 20            | 25            | 245           |
| 2.º           | Hermann Pernsteiner | Bahrain Merida               | 150           | 10            | -             | 160           |
| 3.º           | Dario Cataldo       | Astana                       | 125           | 5             | -             | 130           |
| 4.º           | Patrick Schelling   | Vorarlberg-Santic            | 100           | -             | -             | 100           |
| 5.º           | Riccardo Zoidl      | Felbermayr-Simplon Wels      | 85            | -             | -             | 85            |
| 6.º           | Giovanni Visconti   | Bahrain Merida               | 5             | 70            | 5             | 80            |
| 7.º           | Javier Moreno       | Delko Marseille Provence KTM | 70            | -             | -             | 70            |
| 8.º           | Ángel Madrazo       | Delko Marseille Provence KTM | 60            | -             | -             | 60            |
| 9.º           | Giovanni Carboni    | Bardiani-CSF                 | 50            | -             | -             | 50            |
| 10.º          | Matteo Badilatti    | Vorarlberg-Santic            | 40            | -             | -             | 40            |